# Thomas Witlam Atkinson
Thomas Witlam Atkinson (Cawthorne, 6 marzo 1799 – Walmer, 1861) è stato un architetto e pittore inglese.

## Biografia

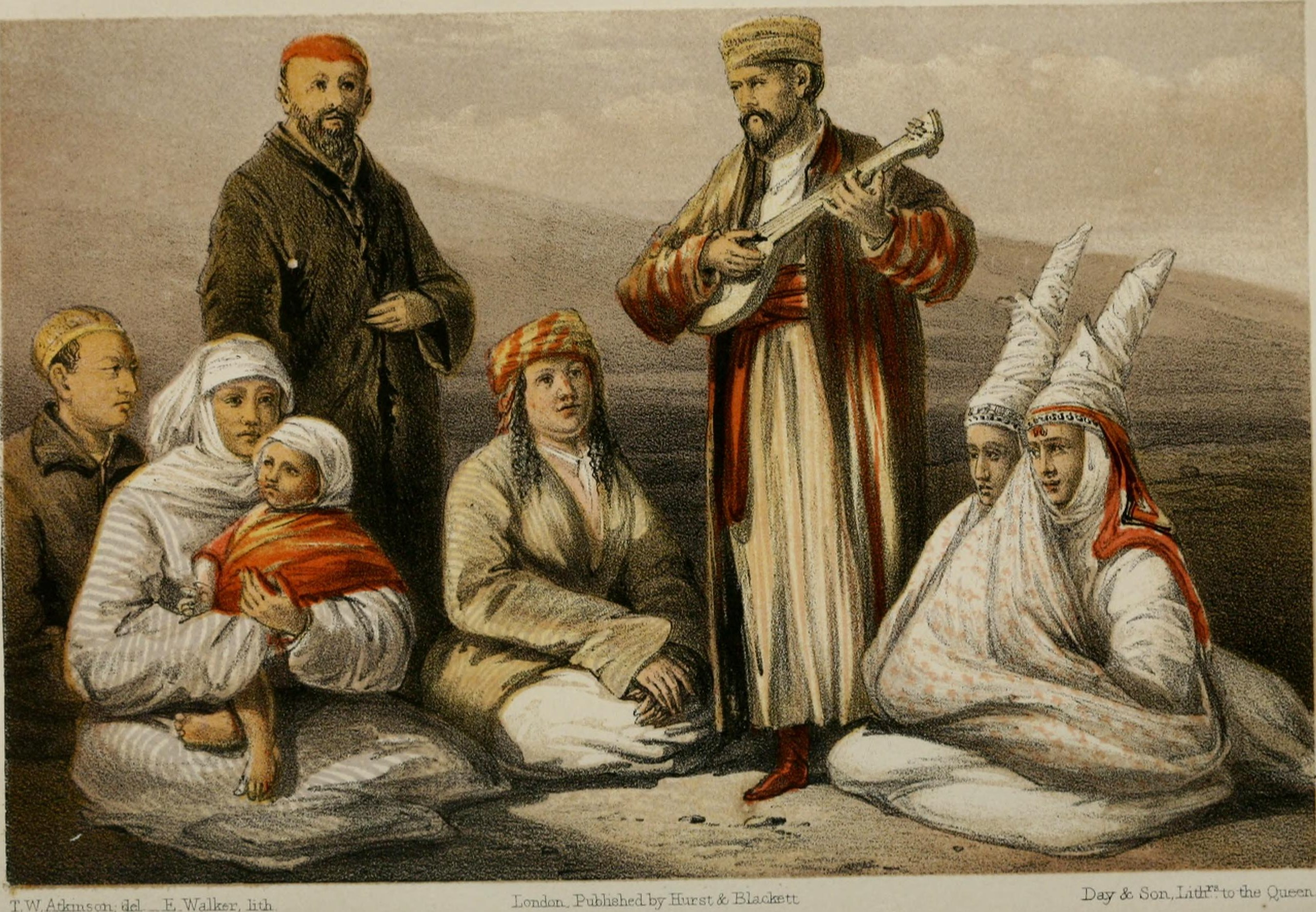
Un gruppo di Kirghisi, di Thomas Witlam Atkinson, 1858

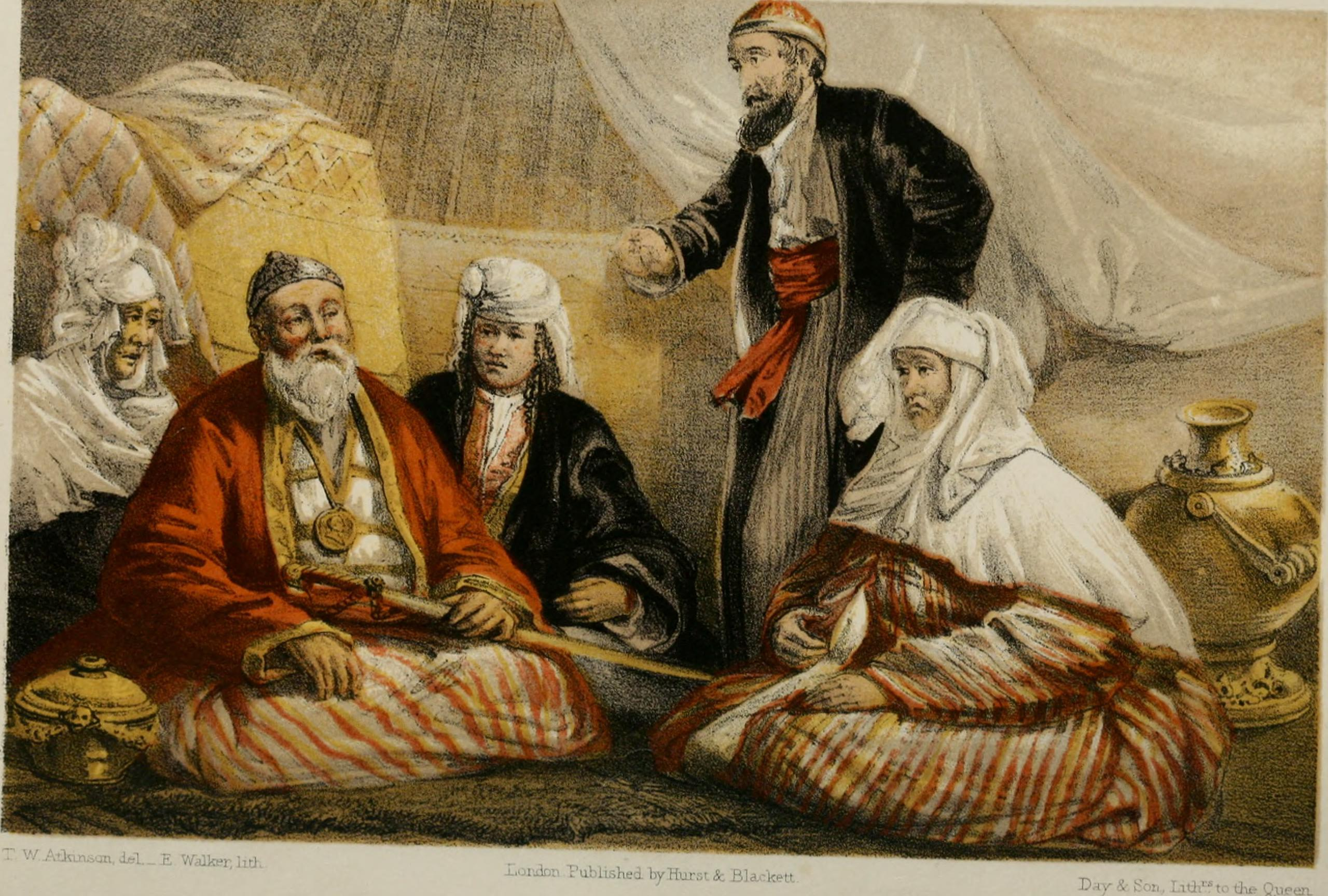
Un gruppo di Kirghisi, di Thomas Witlam Atkinson, 1858

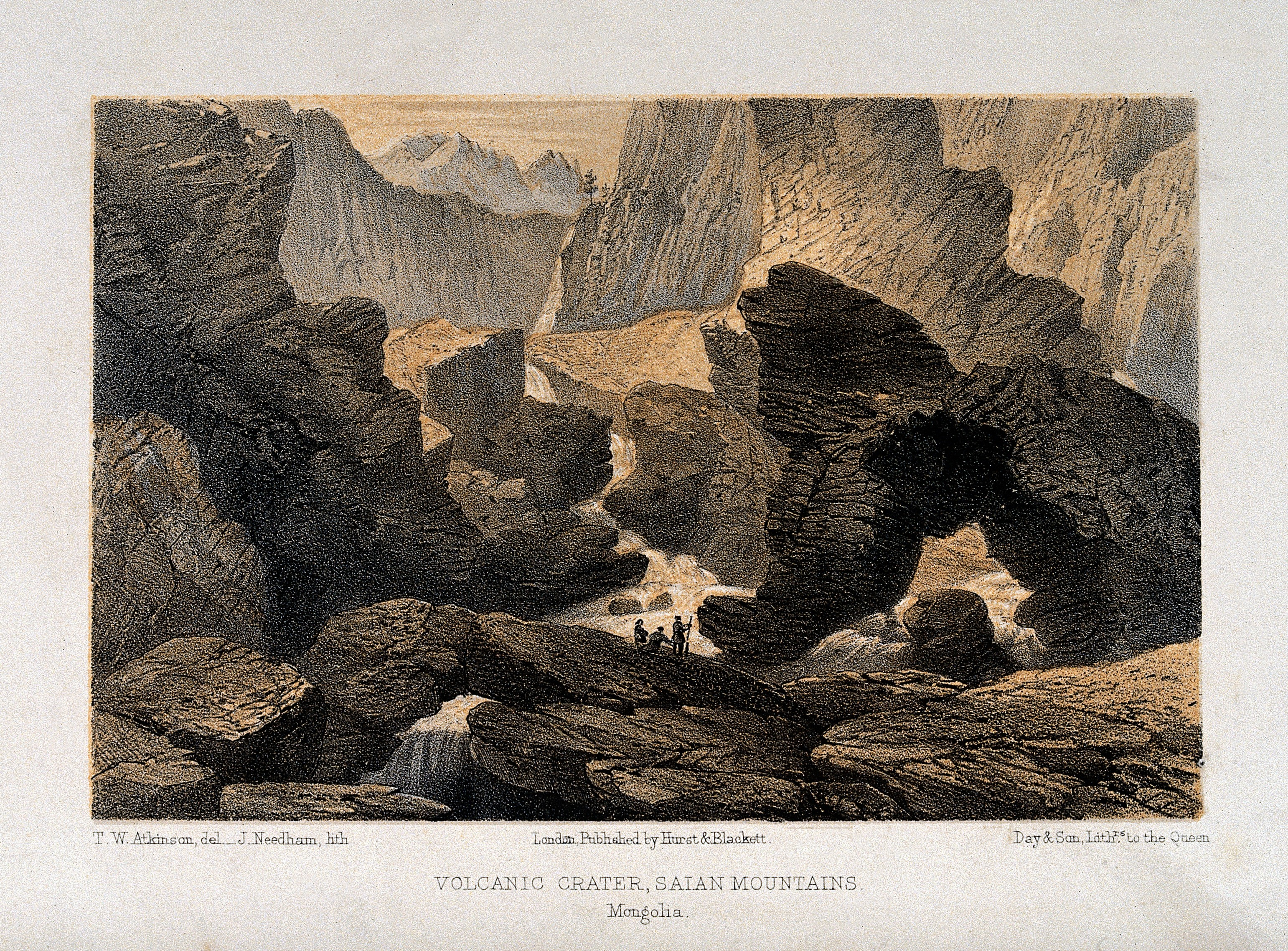
Monti Sajany, di Thomas Witlam Atkinson, 1858

Thomas Witlam Atkinson nacque a Cawthorne, nel 1799, figlio di William Atkinson, capo muratore della famiglia Spencer-Stanhope di Cannon Hall, vicino a Barnsley, e di sua moglie, Martha, cameriera della stessa famiglia.
Iniziò a lavorare come operaio sotto la guida del padre, poi, rimasto orfano da giovane, diventò muratore e cavatore. All'età di vent'anni fu un fabbricante di pietre e si avvicinò alla scultura e all'architettura.
Tra le sue opere giovanili si può menzionare la ricostruzione della chiesa di Santa Maria a Barnsley.
Trasferitosi a Londra nel 1829, collaborò alla costruzione della chiesa di San Nicola, e nello stesso anno pubblicò un saggio sulla decorazione gotica delle cattedrali inglesi. Fu autore, tra l'altro, della New Church nel sobborgo londinese Lower Tooting (1829).
Successivamente soggiornò a Manchester fra il 1835 e il 1840, dove realizzò la Liverpool & Manchester District Bank, numerose ville in stile gotico e rinascimentale nei pressi della città, e la chiesa di Cheetham Hill (1835).
Dal 1848 al 1854 viaggiò in Asia assieme alla moglie Lucy, visitando la Siberia, la Mongolia, le steppe del Kirghisi e l'Asia centrale, e durante questi soggiorni all'estero alla coppia nacque il figlio Alatau Tamchiboulac Atkinson, il 4 novembre 1848, in Kazakistan.
Thomas Witlam Atkinson documentò i viaggi e i luoghi visti tramite disegni, acquerelli e scritti che pubblicò una volta rientrato in Inghilterra.
Nel 1858 pubblicò il libro intitolato Oriental and Western Siberia: a Narrative of Seven Years' Explorations and Adventures in Siberia, Mongolia, the Kirghis Steppes, Chinese Tartary, and part of Central Asia e due anni dopo il volume Travels in the Regions of the Upper and Lower Amoor and the Russian Acquisitions on the Confines of India and China.
Fu eletto membro della Royal Geographical Society e nel 1859 membro della Società Geologica e della Società Etnografica.